# 圣马丹拉普莱讷
圣马丹拉普莱讷（法語：Saint-Martin-la-Plaine，法語發音：[sɛ̃ maʁtɛ̃ la plɛn]）是法国卢瓦尔省的一个市镇，位于该省东南部，属于圣艾蒂安区。

## 地理
圣马丹拉普莱讷（45°32'45"N, 4°35'34"E）面积9.7 平方千米，位于法国奥弗涅-罗讷-阿尔卑斯大区卢瓦尔省，该省份为法国中南部省份，北起顺时针与索恩-卢瓦尔省、罗讷省、伊泽尔省、阿尔代什省、上盧瓦爾省、多姆山省和阿列省接壤。
与圣马丹拉普莱讷接壤的市镇（或旧市镇、城区）包括：里沃德日耶、热尼拉克、圣约瑟夫、雅雷地区圣罗曼、沙巴尼耶尔。

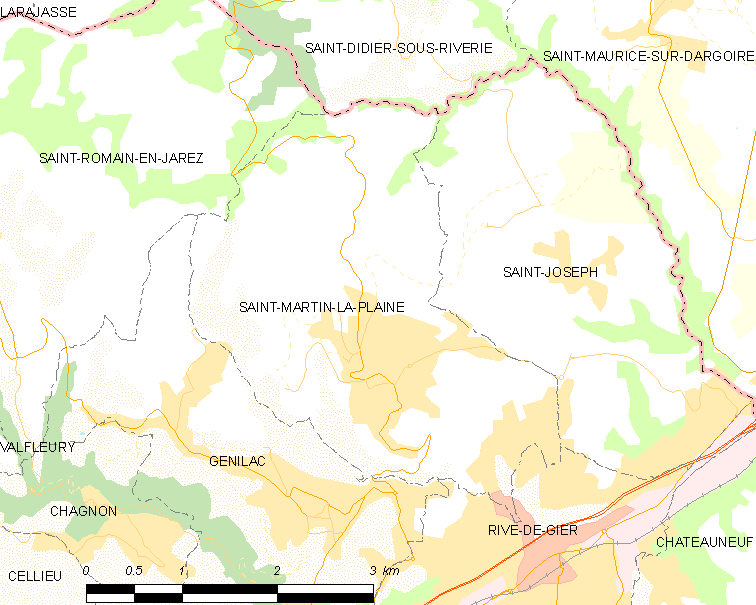
圣马丹拉普莱讷的OSM定位图

圣马丹拉普莱讷的时区为UTC+01:00、UTC+02:00（夏令时）。

## 行政
圣马丹拉普莱讷的邮政编码为42800，INSEE市镇编码为42259。

## 政治
圣马丹拉普莱讷所属的省级选区为里沃德日耶县。

## 人口

1962-2008年间圣马丹拉普莱讷人口变化图示

圣马丹拉普莱讷于2022年1月1日时的人口数量为3768人。